# ماري رين دي جهام
ماري رين دي جهام (بالإنجليزية: Marie-Reine de Jaham)‏ (وُلدت في 7 فبراير 1947)، هي كاتبة من جزر المارتينيك.
عاشت في فرنسا وتنحدر أصولها من أبوين مزارعين فرنسيين. تزوجت في سن السابعة عشر وانتقلت مع زوجها إلى الولايات المتحدة الأمريكية وهناك بدأت حياتها المهنية في مجال الإعلان في مدينة نيويورك ثم انتقلت لاحقاً إلى باريس حيث أسست وكالتها الخاصة. في عام 1990 أنشأت جمعية "الكريول الثقافية" وتعتبر من أفضل الباحثين في قضية الكريول. انتقلت ماري إلى نيس عام 2000 وهناك أسست دائرة البحر المتوسط (Cercle Méditerranée Caraïbe) بهدف إقامة روابط بين منطقة البحر المتوسط والبحر الكاريبي.
في عام 1989 نشرت روايتها الأولى لاجراندي بيكي (La Grande Béké). وأصبحت كتبها من أكثر الكتب مبيعًا وتم تحويلها إلى عمل تلفزيوني في عام 1998 وخلال عام 1991 نشرت رواية ثانية، وهي لي مايتري سافاني (Le Maître-savane) والتي واصلت القصة التي بدأت في روايتها الأولى. في عام 1996 نالت وسام الفنون والآداب الفرنسي.

## وصلات خارجية
- ماري رين دي جهام على موقع IMDb (الإنجليزية)